# 원스 어폰 어 타임 인 베니스
《원스 어폰 어 타임 인 베니스》(영어: Once Upon a Time in Venice)는 미국에서 제작된 마크 컬런 감독의 2017년 범죄 코미디 영화이다. 브루스 윌리스 등이 출연하였고, 니콜라 샤르티에 등이 제작에 참여하였다.
이 영화는 2017년 6월 16일 RLJ 엔터테인먼트에 의해 VOD가 출시되고 제한 상영으로 극장 개봉되었다.

## 줄거리
베니스 (로스앤젤레스)에서 탐정 스티브 포드는 조수 존을 시켜 그가 찾기로 고용된 젊은 여성 놀라를 찾아내지만, 포드는 그녀와 잠자리를 갖는다. 이로 인해 그는 자신을 고용한 그녀의 오빠들에게 쫓기게 된다. 그는 친구 티노의 피자 가게에 숨고, 그 대가로 스파이더라고 불리는 갱 리더로부터 티노의 도난당한 차를 훔쳐 오는 데 동의한다. 그는 피자 배달원으로 위장하여 스파이더의 집에 들어가 가까스로 차를 훔쳐 살아남는다.
포드는 사랑하는 개, 처제 케이티와 그녀의 딸, 그리고 이혼 중인 가장 친한 친구 데이브 필립스와 시간을 보낸다. 그는 또한 부동산 판매원 '유대인 루'로부터 새로운 일자리를 얻는데, 루가 산 그의 어린 시절 집에 대한 외설적인 낙서 예술에 관한 것이었다. 스파이더의 고객들은 케이티의 집을 털어 개까지 훔쳐 간다. 포드는 개만 돌려달라고 요청하고, 스파이더는 이전의 차량 절도 소동으로 포드가 자신의 집에 입힌 피해에 대한 대가로 몇천 달러를 지불하면 개를 돌려주겠다고 말한다.
포드는 존을 시켜 수수께끼의 낙서 예술가를 감시하게 한다. 존은 놀라와 마주치고 로맨스가 싹튼다. 대부업자 유리에게서 현금을 받은 후 포드는 스파이더에게 돈을 지불하지만, 스파이더는 그의 전 여자친구 루페가 스파이더의 코카인과 함께 개를 훔쳐갔다고 알려준다. 스파이더는 포드에게 코카인을 되찾아오면 개를 위해 포드가 지불한 돈을 돌려주겠다는 거래를 제안한다. 모텔까지 루페를 추적한 후, 포드는 그녀의 방에 침입하지만 트랜스베스타이트에게 제압당하다가 탈출한다. 포드와 존은 낙서 예술가의 정체를 밝혀내고 그가 루의 라이벌들에게 고용되었음을 알게 된다.
포드는 필립스를 설득하여 루의 라이벌들과 맞서고 루의 사건을 해결한다. 그들은 루페가 코카인을 프린스라는 갱단 리더에게 팔았다는 것을 알게 되고, 그의 클럽에 잠입하여 코카인을 훔쳐온다. 거래가 함정일까 봐 두려워 포드와 필립스는 스파이더의 집에 무장하고 대비하여 간다. 대치 상황에 놓인 후, 스파이더는 별다른 소란 없이 거래를 이행하고 포드와 좋은 관계를 유지한다.
루에게서 어린 시절 집을 받은 포드는 그것을 그의 누이와 조카에게 준다. 불행하게도, 존은 포드에게 복수하려는 프린스에게 납치된다. 그들이 포드의 위치를 알게 되자, 존을 묶어둔 채 포드를 찾아 나선다.

## 출연진
- 브루스 윌리스
- 제이슨 모모아
- 존 굿맨
- 토머스 미들디치
- 팜커 얀선
- 애덤 골드버그
- 제시카 고메즈
- 스테파니 시그만
- 우드 해리스
- 켄 더비티언
- 엘리자베스 롬
- 에이드리언 마티네즈
- 크리스토퍼 맥도널드
- 론 펀치스
- 캘 펜
- 에밀리 로빈슨
- 타이가
- 빌리 가델

## 기타 제작진
- 협력 제작: 마크 커톤, 잭 도널드슨, 데릭 엘리엇
- 배역: 메리 버뉴, 미셸 웨이드 버드
- 미술: 그레그 J. 그란데이
- 세트: 베스 웍
- 의상: 리베카 그레그

## 개봉
2017년 4월 RLJ 엔터테인먼트가 이 영화의 배급권을 취득하였다. 2017년 6월 16일 한정 개봉되었고, VOD가 출시되었다. 영국에서는 “LA Vengeance”라는 제목으로 개봉되었다.